# Sitalcina lobata
Sitalcina lobata is een hooiwagen uit de familie Phalangodidae.